# 尉相贵
尉相贵（？—？），代人，代郡平城县（今山西省大同市）人，北齐官员。

## 生平
尉檦与父亲尉檦一起追随高欢，出兵太行山以东，在天保十年（559年）任使持节、瓜州刺史、新除仪同三司，封晋宁县开国子。大宁初年，尉相贵承袭为海昌王，在武平末年官至开府仪同三司、晋州道行台尚书仆射、晋州刺史。建德四年（575年）闰十月，尉相贵进犯北周大宁，延州总管王庆击败并赶走了尉相贵。武平七年八月癸亥（576年9月25日），周武帝宇文邕率领军队进攻晋州的平阳城，八月庚午（576年10月2日），晋州行台左丞侯子钦向北周投降，八月壬申（576年10月4日）夜间，守北城的晋州刺史崔景嵩向北周请降，周武帝诏令上开府王轨率领军队接应崔景嵩。天还没亮，北周中外府兵曹段文振拿着槊与崔仲方等数十人最先登上城墙，段文振和崔景嵩一起到达尉相贵住所，拔刀劫持尉相贵，尉相贵不敢动。平阳城上呼喊骚乱，齐军溃散，晋州被攻克，尉相贵和他部下的甲士八千人被俘虏。尉相贵被锁住送到长安，不久去世。

## 家庭

### 曾祖
- 尉某，北魏襄城庄公[1]

### 祖父
- 尉某，北魏骠骑文贞公[1]

### 父母
- 尉檦，北齐卫大将军、仪同三师、武乡县开国子[1]，追赠司徒、海昌王
- 王金姬[1]

### 兄弟姐妹
- 尉相愿，北齐开府仪同三司、领军大将军、始平县开国子[1]

### 夫人
- 司马□易，出自云中司马氏，北齐仪同三司、金紫光禄大夫、须昌县公司马膺之长女[11]